# Kościół św. Michała Archanioła w Świdwinie
Kościół Świętego Michała Archanioła w Świdwinie – rzymskokatolickikościół parafialny należący do dekanatu Świdwin, diecezji koszalińsko-kołobrzeskiej, zlokalizowany w Świdwinie, w województwie zachodniopomorskim. Proboszczem jest ks. Roman Tarniowy.

## Historia
Świątynia została wybudowana w stylu neogotyckim w 1927 roku, poświęcona została w dniu 24 grudnia 1945 roku, wieża została dobudowana w 1983 roku.
W dniu 15 czerwca 1975 roku dekretem ordynariusza koszalińsko-kołobrzeskiego Ignacego Jeża został przy kościele utworzony rektorat, obejmujący część miasta i kilka wiosek. W dniu 15 września 1981 roku kościół awansował do rangi samodzielnego kościoła parafialnego, dzięki dekretowi tegoż biskupa.

## Wieża
W wieży są umieszczone: zakrystia, trzy salki katechetyczne, klatka schodowa, dwie toalety oraz dzwonnica. Wieża jest zwieńczona metalowym krzyżem o wysokości 7,5 metrów obitym miedzianą blachą. Projektantem wieży jest architekt Jerzy Bindulski z Koszalina. 